# Bonagratia z Bolonii
Bonagratia z Bolonii (zm. 3 października 1283 w Awinionie) – włoski franciszkanin, dziewiąty generał założonego przez św. Franciszka z Asyżu zakonu (lata 1278–1283), stróż pieczęci zakonu franciszkańskiego, legat papieski.
Stał na czele misji wysłanej w 1272 do cesarza bizantyjskiego Michała VIII Paleologa.

## Kontekst historyczny
Papież Jan XXI wyznaczył generała franciszkanów Hieronima Masci oraz generała dominikanów Jana z Vercelli jako mediatorów w wojnie, jaką prowadzili ze sobą król Francji Filip III Śmiały i król Kastylii i Leónu Alfons X Mądry. Misja trwała do marca 1279. Hieronim został 12 marca 1278 wyniesiony do godności kardynalskiej. Przed udaniem się z kolejną papieską misją dyplomatyczną, tym razem do Grecji, wyznaczył jako swojego reprezentanta na kapitułę generalną w Padwie w 1276 Bonagratię. Bonagratia został wybrany generałem na kapitule generalnej w Asyżu 20 maja 1279.
Po kapitule Bonagratia stanął na czele delegacji, która udała się do papieża Mikołaja III, by poprosić o wyznaczenie dla braci mniejszych kardynała protektora. Papież, który wcześniej osobiście pełnił tę funkcję, wyznaczył swojego krewnego dominikanina Matteo Orsiniego. Delegacje poprosiła również o wyjaśnienie dotyczące obowiązywalności reguły franciszkańskiej, zatwierdzonej przez Honoriusza III 29 listopada 1223. Mikołaj III po konsultacji z teologami i prawnikami papieskimi i zakonnymi, 14 sierpnia 1279 wydał bullę Exiit qui seminat. Papież potwierdził całkowite wyrzeczenie się dóbr przez wspólnotę. Dobra ofiarowywane na cele działalności zakonu przechodziły na własność Stolicy Świętej. Dawcy mogli też ofiarowując dobra pozostawić sobie prawo ich własności. Dobra i sumy pieniężne miały pozostawać w rękach nuncjuszów, prokuratorów czy przyjaciół duchowych, którym nie wolno było rościć sobie do nich żadnych praw. Nabywanie majątku dokonywało się przez wyznaczonych przez papieża prokuratorów. Prokuratorów mógł też wyznaczać w imieniu papieża kardynał-protektor.
Za generalatu Bonagratii papież Marcin IV w bulli Ad fructus uberes z 13 grudnia 1281 wypowiedział się na temat wzajemnych relacji pomiędzy klerem diecezjalnym a mendykantami. Zakony żebrzące przez długi czas pozostawały niejako wyjęte spod jurysdykcji lokalnych biskupów, w odróżnieniu od pozostałej części duchowieństwa. Zakonnicy ci mogli bez żadnych ograniczeń głosić kazania i słuchać spowiedzi świętej wiernych we własnych kościołach klasztornych. Było to powodem napięć w diecezjach. Bulla, chociaż ograniczała dawanie przywilejów mendykantom w przyszłości, nie załagodziła jednak rosnących w tym względzie niepokojów, szczególnie we Francji, przede wszystkim w Paryżu.
Bullą Exultantes z 18 stycznia 1283 Marcin IV ustanowił urząd syndyków apostolskich. Syndycy, wybierani przez prowincjałów i kustoszy, mieli przyjmować w imieniu Stolicy Apostolskiej dobra ofiarowywane zakonowi. Byli również odpowiedzialni za regulowanie wydatków w imieniu zarządów prowincji, kustodii i konkretnych konwentów. Syndycy zastąpili więc nuncjuszy i prokuratorów. Regulacje prawne w tym względzie wymuszone zostały wzrostem liczebnym zakonu, co utrudniało zachowywanie przepisów reguły odnoszących się do ubóstwa. Zakonnicy zaczęli posiadać własne domy studiów, powstawały duże konwenty w miastach. Urząd syndyków wpłynął w znacznym stopniu na zachowanie ducha ubóstwa, tak charakterystycznego w pierwszej dobie rozwoju wspólnoty braci mniejszych.
Podczas rządów Bonagratii i jego bezpośrednich następców rozwinął się we wnętrzu zakonu duchowy ruch związany z osobą Piotra Jana Olivi. Szczególnie silny w Marchii Ankońskiej. Ruch ten w znacznym stopniu wpłynął na pojawienie się problemów w łonie wspólnoty podczas kapituły w Strasburgu w 1282.